# Peresznye

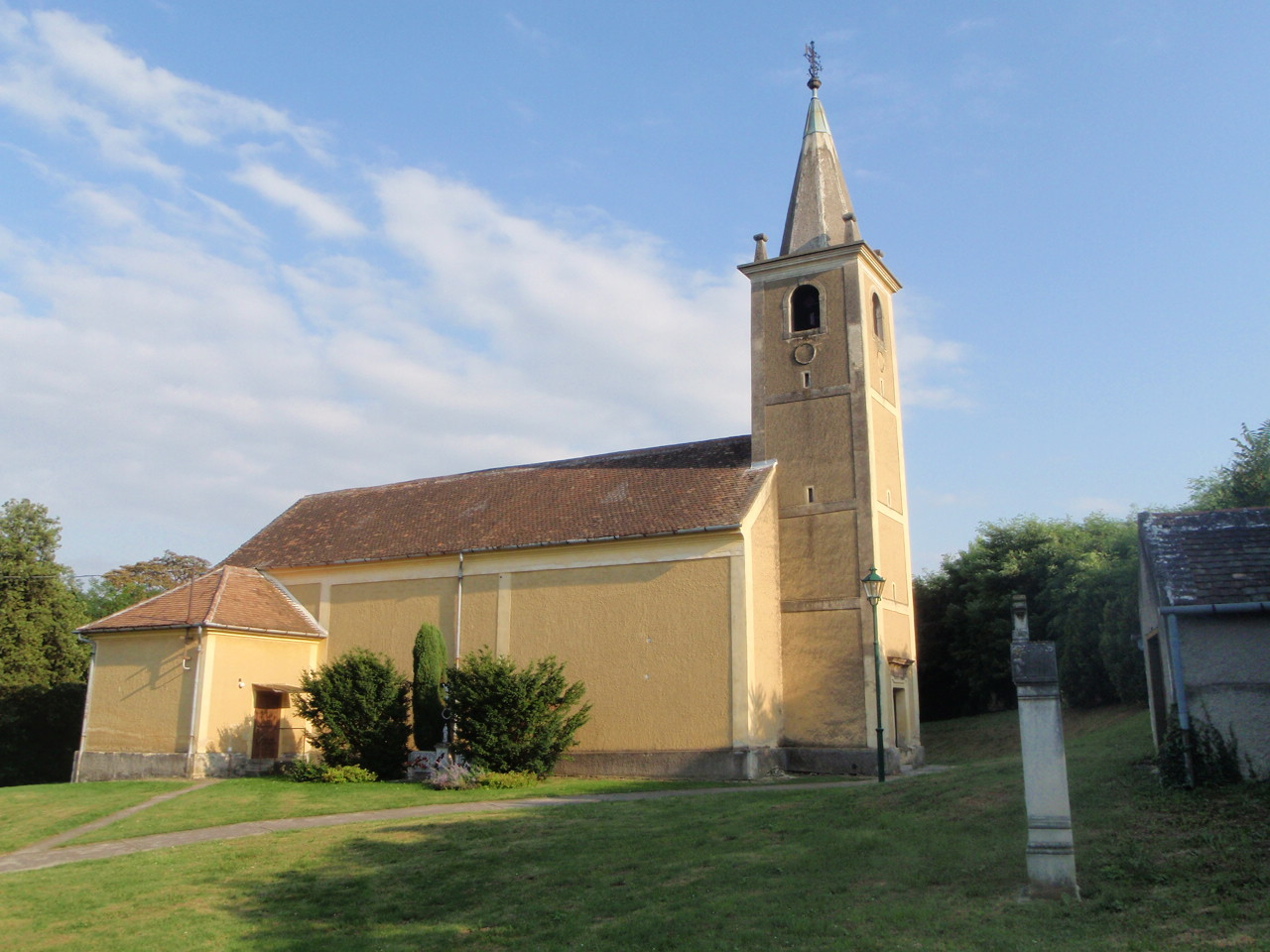
Kościół w Peresznye

Peresznye (chorw. Prisika) – wieś na Węgrzech, w komitacie Vas, w powiecie Kőszeg.
Pierwsza wzmianka o miejscowości pochodzi z 1195 roku.
W 2014 zamieszkiwało ją 855 osób, a w 2015 – 826 osób.
Burmistrzem jest János Grüll.
We wsi znajduje się muzeum sztuki sakralnej Chorwatów na Węgrzech, otwarte w sierpniu 2008.